# Oedignatha barbata
Oedignatha barbata är en spindelart som beskrevs av Christa L. Deeleman-Reinhold 200. Oedignatha barbata ingår i släktet Oedignatha och familjen flinkspindlar.
Artens utbredningsområde är Thailand. Inga underarter finns listade i Catalogue of Life.